# Innervision
"Innervision" é uma canção da banda norte-americana System of a Down, lançada no álbum Steal This Album!. Foi a única canção do álbum que não foi lançada como a canção "Airplay", e, assim como a maioria das outras faixas do terceiro álbum da banda, raramente é tocada ao vivo.

## Gráficos
| Melhores posições nas paradas | Melhores posições nas paradas |
| Hot Mainstream Rock Tracks    | Hot Modern Rock Tracks        |
| ----------------------------- | ----------------------------- |
| 14                            | 12                            |